# Prêmios e honrarias recebidos por Albert Einstein
O físico alemão Albert Einstein (1879–1955) recebeu uma série de prêmios e honrarias em sua homenagem. Em 1922, foi premiado com o Nobel de Física de 1921, "por seus serviços à física teórica e, especialmente, pela sua descoberta da lei do efeito fotoelétrico". Isso se refere ao seu artigo de 1905 "Sobre um ponto de vista heurístico relativo à produção e transformação da luz", que foi bem sustentado pela evidência experimental até então. O discurso de apresentação começou a mencionar "sua teoria da relatividade [que havia] sido objeto de intenso debate nos círculos filosóficos [e] também tem implicações astrofísicas que estavam a ser rigorosamente examinadas no presente momento".
Entre as premiações que recebeu, foi condecorado com a Medalha Copley em 1925, a Medalha Max Planck em 1929, a Gibbs Lecture em 1934, e a Medalha Franklin em 1936. Escolas, centros de pesquisas, parques, um asteroide e um elemento químico receberam seu nome como homenagem. Foi eleito a pessoa do século XX pela TIME e "o maior físico de todos os tempos".

## Prêmios
Muito foi relatado que, de acordo com o acordo de divórcio, o dinheiro do Prêmio Nobel tinha sido depositado em uma conta bancária na Suíça para sua esposa Mileva Marić, para si mesma e seus dois filhos recorrer ao fundo, enquanto só poderia usar o capital social em acordo com Einstein. No entanto, a correspondência pessoal tornada pública em 2006 mostra que ele investiu grande parte do dinheiro nos Estados Unidos, e viu muita dele dizimado na Grande Depressão. No entanto, em última análise, pagou Marić mais dinheiro do que recebeu com o prêmio.
Em 1925 a Royal Society lhe concedeu a Medalha Copley. Em 1929, Max Planck presenteou Einstein com a Medalha Max Planck da Sociedade de Física da Alemanha em Berlim, por realizações extraordinárias na física teórica. Em 1934, concebeu uma palestra após vencer a Gibbs Lecture. Em 1936, foi premiado com a Medalha Franklin do Instituto Franklin por seu extenso trabalho sobre a relatividade e o efeito fotoelétrico.

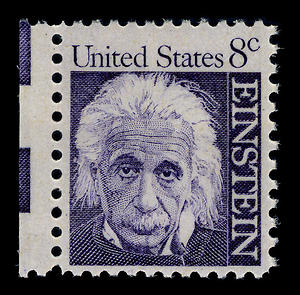
Selo postal norte-americano, 1966.

O elemento químico 99, einstênio, foi nomeado em sua homenagem em agosto de 1955, quatro meses após sua morte. 2001 Einstein é um asteroide da cintura principal interna descoberto em 5 de março de 1973. Em 1990, seu nome foi adicionado ao Templo de Walhalla para "louváveis e distintos alemães", que está localizado em Donaustauf na Baviera. Em 1999, a revista TIME nomeou-o a Pessoa do Século, à frente de Mahatma Gandhi e Franklin Delano Roosevelt, entre outros. Nas palavras de um biógrafo, "para a cultura científica e o público em geral, Einstein é sinônimo de gênio". Também em 1999, uma pesquisa de opinião de 100 principais físicos classificaram Einstein o "maior físico de todos os tempos". Uma pesquisa da Gallup registrou-o como a quarta pessoa mais admirada do século XX nos Estados Unidos. A União Internacional de Física Pura e Aplicada, chamou 2005 de o "Ano Mundial da Física", em comemoração ao 100º aniversário da publicação dos trabalhos do annus mirabilis (Ano Miraculoso). O Serviço Postal dos Estados Unidos honrou Einstein com uma série de selos postais americanos (1965-1978) de 8¢. Em 2008, foi introduzido no Hall da Fama de Nova Jérsei.
A Albert Einstein College of Medicine é uma escola de medicina e pesquisa intensiva, localizada no bairro de Morris Park no Bronx, em Nova Iorque. O Albert Einstein Science Park está localizado na colina Telegrafenberg em Potsdam, Alemanha. O edifício mais conhecido no parque é a Torre Einstein que tem um busto de bronze de Einstein na entrada. A torre é um observatório astrofísico que foi construído para executar verificações da teoria da relatividade geral de Einstein. O Albert Einstein Memorial, no centro de Washington, DC é uma estátua de bronze monumental que descreve Einstein sentado com papéis manuscrito na mão. A estátua, encomendado em 1979, está localizado em um bosque de árvores no canto sudoeste dos motivos da Academia Nacional de Ciências na Constitution Avenue.

### Honoris causa
Einstein foi agraciado com diversos doutorados honoris causa. Em 1919 a Universidade de Rostock lhe concedeu um doutorado honoris causa, o primeiro título desta categoria com que foi agraciado e o único que recebeu de uma universidade da Alemanha.

## Prêmios em homenagens póstumas
O Prêmio Albert Einstein (às vezes chamado de Medalha Albert Einstein por acompanhar uma medalha de ouro) é um prêmio de física teórica, criado para reconhecer a realização elevada nas ciências naturais. Foi dotado pelo Fundo em Memória de Lewis e Rosa Strauss em homenagem ao 70º aniversário de Albert Einstein. Foi celebrado pela primeira vez em 1951 e incluí um prêmio em dinheiro de 15 000 dólares, que mais tarde foi reduzido para 5 000 dólares. O vencedor é escolhido por um comitê (no qual o primeiro era constituído por Einstein, Robert Oppenheimer, John von Neumann e Hermann Weyl), do Instituto de Estudos Avançados, que administra o prêmio.
A Medalha Albert Einstein é um prêmio concedido pela Sociedade Albert Einstein em Berna, Suíça. Realizado pela primeira vez em 1979, o prêmio é concedido a pessoas que "prestaram serviços notáveis" em conexão com Einstein. O Prêmio da Paz Albert Einstein é dado anualmente pela Fundação Prêmio Albert Einstein da Paz com sede em Chicago, Illinois. O vencedor do prêmio recebe 50 000 dólares.